# Blanatí
Blanatí (Amniota) je korunová skupina obratlovců. Jedná se o tetrapody (čtyřnohé obratlovce), jejich vejce má obaly amnion, allantois a chorion (serosa), díky kterým již nemusí být tak vázaní na vodu jako sesterští obojživelníci a primitivní obratlovci. To umožňuje osídlení všech typů prostředí včetně pouští. Dalšími synapomorfiemi amniot je ztráta labyrintodontních zubů, tuk v kůži, metanefros a jiné.

## Systematika
Amniota se dělí na dvě velké monofyletické skupiny, Sauropsida a Synapsida. Sauropsida zahrnují plazy a ptáky, Synapsida savce a další zvířata, tedy ta, která mají blíže k savcům (v úzkém slova smyslu) než k plazům. Zřetelné a na první pohled viditelné rozdíly mezi současnými zástupci těchto dvou linií v minulosti neexistovaly nebo nebyly tak zřejmé – čím jdeme v historii blíže ke společnému předku těchto dvou linií, tím podobnější si jsou jejich zástupci. Do linie vedoucí k savcům (Synapsida) tedy patří řada skupin (např. Pelycosauria nebo Therapsida, do kterých patří mj. Cynodontia), které jsou často nesprávně považované za plazy (někdy zvaní „savcovití plazi“), ač jsou spíše „plazovitými savci“.

## Evoluce
Nejstaršími příslušníky amniot byli Tulerpeton a/nebo Casineria, někdy považované za jejich sesterské taxony.

## Rozměry
Největšími známými zástupci této skupiny jsou obří kytovci (zejména plejtvák obrovský, dosahující hmotnosti přes 170 tun) a druhohorní sauropodní dinosauři, jejichž délka se mohla pohybovat až kolem 40 metrů.